# Andrea Malchiodi
Andrea Malchiodi (Piacenza, 30 de setembro de 1972) é um matemático italiano.
Malchiodi recebeu um Ph.D. em matemática na International School for Advanced Studies em 2000, orientado por Antonio Ambrosetti. É professor de matemática da Escola Normal Superior de Pisa.
Recebeu o Prémio Renato Caccioppoli de 2006. Foi palestrante convidado do Congresso Internacional de Matemáticos em Seul (2014).